# Albert Rémy
Albert Rémy (* 9. April 1915 in Sèvres, Département Hauts-de-Seine; † 26. Januar 1967 in Paris) war ein französischer Schauspieler.

## Leben
Nach seinem Filmdebüt im Jahre 1943 spielte Rémy bis in sein Todesjahr in rund 80 Filmen, wobei er in seiner gesamten Filmkarriere nur selten über Nebenrollen hinauskam. Zudem spielte der Charakterdarsteller ab den 1950er-Jahren auch in einem Dutzend Fernsehfilmen und Fernsehserien. Häufig verkörperte Rémy komische Nebenfiguren, oftmals Polizisten, Kellner und einmal sogar Ludwig XVI. in Der junge General. Bekannt ist er heute vor allem durch zwei Rollen in den Frühwerken von François Truffaut: Er spielte Antonie Doinels glücklosen Stiefvater in Sie küßten und sie schlugen ihn (1959) und den Bruder von Charles Aznavours Titelfigur in Schießen Sie auf den Pianisten (1960). Nach diesen zwei Erfolgen war Rémy in den 1960er-Jahren auch in einer Reihe von internationalen Filmen zu sehen, darunter John Frankenheimers Der Zug (1964) und René Cléments Brennt Paris? (1966).
Nachdem er bis zuletzt als Schauspieler gearbeitet hatte, verstarb Remy 1967 im Alter von nur 51 Jahren an einer Krebserkrankung.

## Filmografie (Auswahl)
- 1943: Eine fatale Familie (Goupi Mains Rouges)
- 1943: Sprung in die Wolken (Le ciel est à vous)
- 1943/45: Kinder des Olymp (Les enfants du paradis)
- 1947: Stürmische Jugend (Le diable au corps)
- 1948: Die Kartause von Parma (La Chartreuse de Parme)
- 1954: French Can Can
- 1954: Vor der Sintflut (Avant le déluge)
- 1955: Razzia in Paris (Razzia sur la chnouf)
- 1956: Weiße Margeriten (Elena et les Hommes)
- 1956: Der Glöckner von Notre Dame (Notre Dame de Paris)
- 1958: Mit den Waffen einer Frau (En cas de malheur)
- 1959: Sie küßten und sie schlugen ihn (Les Quatre Cents Coups)
- 1959: Ich und die Kuh (La vache et le prisonnier)
- 1960: Schießen Sie auf den Pianisten (Tirez sur le pianiste)
- 1960: Opfergang einer Nonne (Le dialogue des Carmélites)
- 1962: Die dritte Dimension (La troisième dimension)
- 1962: Gigot, der Stumme vom Montmartre (Gigot)
- 1962: Der junge General (La Fayette)
- 1962: Der siebte Geschworene (Le septième juré)
- 1962: Die vier apokalyptischen Reiter (The Four Horseman of the Apocalypse)
- 1964: Der Zug (The Train)
- 1964: Dünkirchen, 2. Juni 1940 (Week-end à Zuydcoote)
- 1964: Deine Zeit ist um (Behold a Pale Horse)
- 1964: Mata Hari, Agent H. 21 (Mata Hari, Agent H21)
- 1965: Die Damen lassen bitten (Les Bons Vivants)
- 1965: 100 Millionen im Eimer (Cent briques et des tuiles)
- 1966: Grand Prix
- 1966: Brennt Paris? (Paris brûle-t-il?)
- 1967: Die Dirne und der Narr (Un Idiot à Paris)
- 1967: Die 25. Stunde (La vingt-cinquième heure)
- 1967: Das älteste Gewerbe der Welt (Le plus vieux métier du monde)
- 1967: Ein Mann zuviel (Un homme de trop)